# Nadine Velazquez

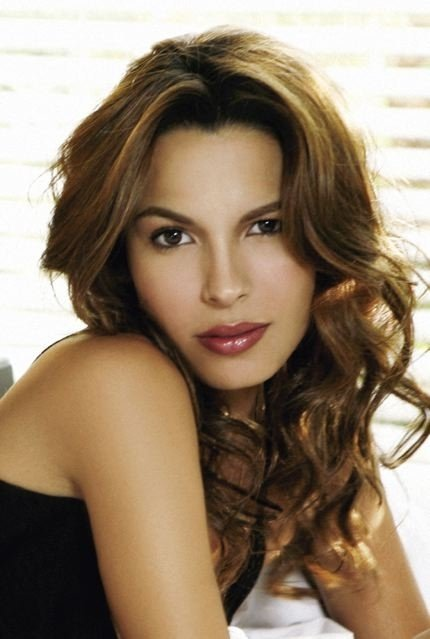
Nadine Velazquez (2006)

Nadine Velazquez (* 20. November 1978 in Chicago, Illinois) ist eine US-amerikanische Schauspielerin und Model puerto-ricanischer Herkunft.
Ihren ersten Fernseh-Auftritt hatte sie in einem Werbespot der Fastfood-Kette McDonald’s.
Ihre erste Filmrolle übernahm sie 2003 in Biker Boyz, 2004 spielte sie in dem Film The Last Ride. Von 2005 bis 2009 spielte sie in der NBC-Serie My Name Is Earl Catalina Aruca. Weitere Film- und Fernsehproduktionen folgten. Wiederkehrende Rolle spielte sie in The League, Major Crimes und Six. Ihr Schaffen umfasst mehr als 50 Produktionen.
Im Januar 2006 war sie Covergirl des Stuff-Magazine und auf Platz 39 der Jahrescharts der amerikanischen Maxim.

## Filmografie (Auswahl)
Filme
- 2003: Biker Boyz
- 2003: Chasing Papi
- 2004: Blast
- 2004: The Last Ride
- 2005: Sueño
- 2005: Hollywood Vice
- 2005: House of the Dead II (House of the Dead 2)
- 2007: Kings of South Beach
- 2007: War
- 2008: Husband for Hire
- 2009: All’s Faire in Love
- 2009: A Day in the Life
- 2012: Flight
- 2013: Snitch – Ein riskanter Deal (Snitch)
- 2015: Win, Lose or Love
- 2015: Love Is a Four-Letter Word
- 2016: Ride Along: Next Level Miami (Ride Along 2)
- 2016: Within (Crawlspace)
- 2016: The Charnel House
- 2016: The Bounce Back
- 2017: Clarity
- 2018: Sharon 1.2.3.
- 2018: Shapeshifter (Discarnate)
- 2019: A World Away

Serien
- 2003: Reich und Schön (The Bold and the Beautiful, eine Folge)
- 2004: Entourage (Folge 1x08)
- 2005: Las Vegas (Folge 3x09)
- 2005–2009: My Name Is Earl (88 Folgen)
- 2009: CSI: NY (Folge 6x04)
- 2009: Gary Unmarried (Folge 2x07)
- 2009–2015: The League (26 Folgen)
- 2010: Scrubs – Die Anfänger (Scrubs, Folge 9x10)
- 2010: CSI: Miami (Folge 9x02)
- 2010: Hawaii Five-0 (Folge 1x06)
- 2011: Charlie’s Angels (Folge 1x01)
- 2011–2012: Hart of Dixie (6 Folgen)
- 2013: Raising Hope (Folge 3x19)
- 2013: Arrested Development (Folge 4x13)
- 2013–2014: Real Husbands of Hollywood (5 Folgen)
- 2013–2017: Major Crimes (18 Folgen)
- 2014: The Exes (Folge 4x01)
- 2016: Z Nation (Folge 3x11)
- 2017–2018: Six (18 Folgen)
- 2018: The Guest Book (Folge 2x07)
- 2021–2022: Queens (13 Folgen)